# Балыкская волость
Балы́кская волость — административно-территориальная единица в составе Мглинского (с 1922 – Почепского) уезда.
Административный центр — село Балыки (с 1926 года — село Норино).

## История
Волость образована в ходе реформы 1861 года; первоначально называлась Деременской, так как волостным центром являлось село Деремна. В 1880-е годы центр волости был перенесён в село Балыки; соответственно изменилось и её название.
При первоначальном разделе Мглинского уезда на Мглинский и Почепский, Балыкская волость оставалась в составе Мглинского уезда до его окончательного упразднения (1922).
В ходе укрупнения волостей, в апреле 1924 года к Балыкской волости были присоединены соседние Алексеевская и Воробейнская волости.
В 1926 году волостной центр был перенесён в село Норино.
В 1929 году, с введением районного деления, волость была упразднена, а её территория разделена между Жирятинским районом Брянского округа и Почепским и Мглинским районами Клинцовского округа Западной области (ныне в составе Брянской области).

## Административное деление
В 1919 году в состав Балыкской волости входили следующие сельсоветы: Анишинский, Балыкский, Беловский, Бельковский, Близницкий, Вельжичский, Вязовский, Горбачевский, Деременский, Завалипутский, Казановский, Козловский, Котеловский, Лычовский, Малодеременский, Малышевский, Надинский, Печневский, Полховский, Рябчинский, Трусовский, Чемодановский, Шаулинский, Юсковослободской.
По состоянию на 1 января 1928 года, Балыкская волость включала в себя следующие сельсоветы: Алексеевский, Балыкский, Бельковский, Будянский, Воробейнинский, Глазовский, Гнилицкий, Горицкий, Деременский, Запольский, Зевакский, Клинокский, Печневский, Руднянский, Супрягинский, Трусовский, Шуморовский.